# Mob City
Mob City ist eine US-amerikanische Fernsehserie von Frank Darabont für TNT. Sie basiert auf realen Fällen des LAPDs und berüchtigten Gangstern im Los Angeles der 1940er Jahre. Die Krimiserie besteht aus einer Staffel mit sechs Episoden. Die Erstausstrahlung in den USA fand vom 4. bis zum 18. Dezember 2013 in Doppelfolgen statt, die deutschsprachige Erstausstrahlung sendete der Pay-TV-Sender TNT Serie vom 29. Dezember 2013 bis zum 2. Februar 2014.

## Handlung
Mob City handelt von dem seit Jahrzehnten andauernden Konflikt zwischen dem Los Angeles Police Department (unter der Leitung von Polizeichef William Parker) und rücksichtslosen kriminellen Elementen wie Bugsy Siegel, der die Mafiaoperationen in L.A. stark voran trieb. Die Serie handelt überwiegend im Jahr 1947, mit kurzen Rückblenden in die 1920er Jahre, wodurch Hintergrundinformationen aufgezeigt werden. Die sogenannte Noir-Zeit in LA war eine Zeit mit auffälligen Autos, frisch gebackenen Filmstars, und Neuanfängen. Aber es war auch eine Zeit der Lügen und Korruption. Die Hälfte des LAPDs wurde von den Mafiafamilien bestochen und es gab riesige Lücken im System, die die Mafia gut zu nutzen wusste.

## Besetzung und Synchronisation
Die deutsche Synchronisation entstand unter der Dialogregie von Hans-Jürgen Wolf durch die Synchronfirma Berliner Synchron.
| Figur                | Darsteller       | Deutscher Sprecher |
| -------------------- | ---------------- | ------------------ |
| Detective Joe Teague | Jon Bernthal     | Ingo Albrecht      |
| Ned Stax             | Milo Ventimiglia | Julien Haggége     |
| William H. Parker    | Neal McDonough   | Peter Flechtner    |
| Jasmine Fontaine     | Alexa Davalos    | Katharina Spiering |
| Hal Morrison         | Jeffrey DeMunn   | Dieter B. Gerlach  |
| Sid Rothman          | Robert Knepper   | Bernd Vollbrecht   |
| Mickey Cohen         | Jeremy Luke      | Hans-Jürgen Wolf   |
| Fletcher Bowron      | Gregory Itzin    | Thomas Kästner     |
| Bugsy Siegel         | Edward Burns     | Stefan Gossler     |

| Figur               | Darsteller        | Deutscher Sprecher     |
| ------------------- | ----------------- | ---------------------- |
| Tug Purcell         | Dana Gould        | Michael Bauer          |
| Pat Dolan           | John Pollono      | Thomas Petruo          |
| Nick Bledsoe        | Daniel Roebuck    | Uli Krohm              |
| Eddy Sanderson      | Andrew Rothenberg | Stephan Rabow          |
| Terry Mandel        | Richard Brake     | Florian Krüger-Shantin |
| Leslie Shermer      | Iddo Goldberg     | Felix Spieß            |
| Fat Jack Bray       | Mike Hagerty      | Jürgen Kluckert        |
| Clemence B. Horrall | Michael McGrady   | Detlef Bierstedt       |
| Carl Steckler       | Gordon Clapp      | Frank Ciazynski        |
| Mike Hendry         | Jeremy Strong     | Rainer Fritzsche       |
| Jack Dragna         | Paul Ben-Victor   | Joachim Tennstedt      |
| Anya                | Mekia Cox         | Katrin Zimmermann      |

| Figur        | Darsteller       | Deutscher Sprecher |
| ------------ | ---------------- | ------------------ |
| Hecky Nash   | Simon Pegg       | Jaron Löwenberg    |
| Bunny        | Ernie Hudson     | Tilo Schmitz       |
| Meyer Lansky | Patrick Fischler | Stefan Krause      |

## Episodenliste
| Nr. | Deutscher Titel  | Originaltitel          | Erstausstrahlung USA | Deutschsprachige Erstausstrahlung (D/A/CH) | Regie          | Drehbuch                              |
| --- | ---------------- | ---------------------- | -------------------- | ------------------------------------------ | -------------- | ------------------------------------- |
| 1   | Semper Fi        | A Guy Walks Into a Bar | 4. Dez. 2013         | 29. Dez. 2013                              | Frank Darabont | Frank Darabont                        |
| 2   | Falsches Spiel   | Reason to Kill a Man   | 4. Dez. 2013         | 5. Jan. 2014                               | Frank Darabont | Frank Darabont                        |
| 3   | Rotlicht         | Red Light              | 11. Dez. 2013        | 12. Jan. 2014                              | Frank Darabont | Michael Sloane                        |
| 4   | Der Bananenkönig | His Banana Majesty     | 11. Dez. 2013        | 19. Jan. 2014                              | Guy Ferland    | David J. Schow                        |
| 5   | Ungeziefer       | Oxpecker               | 18. Dez. 2013        | 26. Jan. 2014                              | Guy Ferland    | David Leslie Johnson                  |
| 6   | Liegen bleiben   | Stay Down              | 18. Dez. 2013        | 2. Feb. 2014                               | Frank Darabont | Frank Darabont & David Leslie Johnson |